# Rolf Alexander Wilhelm

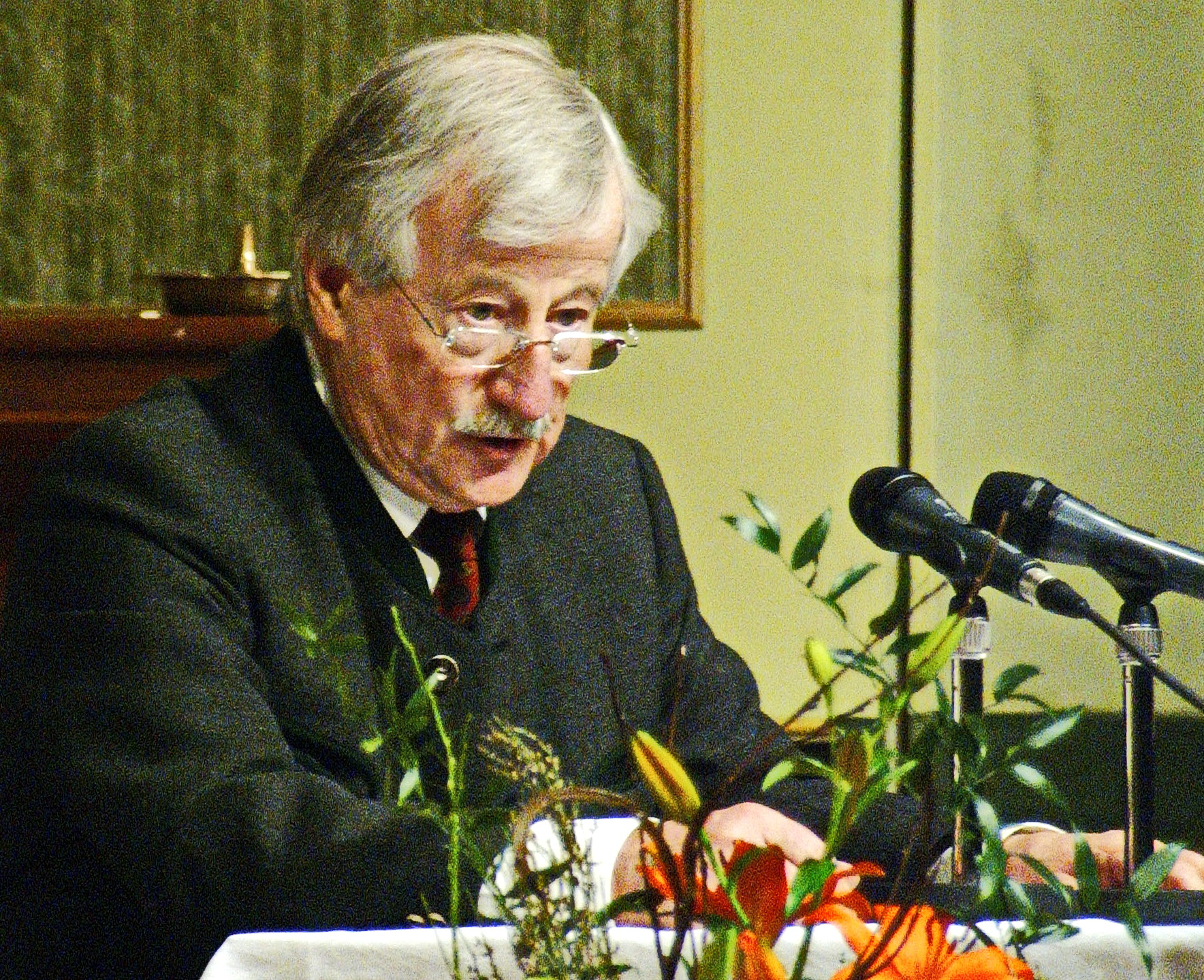
Rolf Alexander Wilhelm, 2003

Rolf Alexander Wilhelm (* 23. Juni 1927 in München; † 17. Januar 2013) war ein deutscher Komponist, Filmkomponist, Arrangeur und Dirigent.

## Leben
Im Alter von sieben Jahren erhielt Wilhelm Klavierunterricht. Anschließend besuchte er das Gymnasium in Berlin und Wien. Ab 1942 studierte er mit einer Sondergenehmigung bei Grete Hinterhofer Klavier und Komposition bei Joseph Marx an der Wiener Musikhochschule.
Sein Kriegseinsatz als Luftwaffenhelfer und die anschließende Gefangenschaft unterbrachen die musikalische Laufbahn Wilhelms, der 1945 mit einem Notabitur ins zerstörte München zurückkehrte. Dort konnte er ab 1946 sein Studium an der Hochschule für Musik in München fortsetzen und 1948 die Reifeprüfung ablegen. Zu seinen Lehrern zählten Heinrich Knappe (Dirigieren), Joseph Haas (Komposition) und Hans Rosbaud (Meisterklasse).
Schon vorher, 1946, produzierte Radio München, der Vorläufer des Bayerischen Rundfunks, mit Das Gespenst von Canterville eines seiner ersten Hörspiele nach dem Zweiten Weltkrieg. Durch die Vermittlung seines Bruders Kurt Wilhelm, der bei dem Stück als Regieassistent fungierte, erhielt der erst neunzehnjährige Komponist seinen ersten Auftrag. Die Arbeit überzeugte und Wilhelm avancierte zu einem vielbeschäftigten freien Mitarbeiter des Senders. Auch für das noch junge Medium Fernsehen komponiert er Musik zu verschiedenen Zeichengeschichten von Reiner Zimnik, so zum Beispiel für Jonas der Angler (1954) oder Der Kran (1956).
Seine erste große Filmmusik schrieb Wilhelm 1954 für den ersten Film der 08/15-Trilogie, die zu den erfolgreichsten Filmen der Nachkriegszeit zählen. Bis in die 1990er Jahre folgen die Musiken zu rund 60 Spielfilmen, darunter Und ewig singen die Wälder (1959), Es muß nicht immer Kaviar sein (1961), Das schwarz-weiß-rote Himmelbett (1962), Scotland Yard jagt Dr. Mabuse (1963), Lausbubengeschichten (1964), sechs Filme der Lümmel-Reihe (1967 bis 1972), Das fliegende Klassenzimmer (1973), Das Schlangenei (1977), Ödipussi (1988) und zuletzt Pappa ante portas (1991).
Zu seinen vielschichtigsten Filmarbeiten zählt die Musik zur deutschen Großproduktion Die Nibelungen (1966/67). Die in ihr verarbeiteten Rhythmus- und Klangschemata des Mars aus dem Zyklus sinfonischer Dichtungen Die Planeten von Gustav Holst gehören heute zum standardmäßigen Stilmittelrepertoire der Filmkomponisten Hollywoods.
Außerdem komponierte Wilhelm die Musiken zu mehr als 250 Hörspielen, über 350 Fernsehproduktionen und ca. 300 Werbefilmen. Daneben entstanden zahlreiche Bühnenmusiken, Orchester-Suiten und literarische Chansons. So vertonte er zum Beispiel Texte von Kurt Tucholsky.
Als junger Mann komponierte Rolf Wilhelm Schlager unter dem Pseudonym Alex Rolf Ander. Sein bekanntestes Werk unter diesem Namen wurde Der kleine Eisbär, veröffentlicht 1951. Die Verwendung dieses Pseudonyms drang zu seinen Lebzeiten nicht an die Öffentlichkeit und wurde erst nach seinem Tod von seiner Tochter Catharina Wilhelm bekannt gemacht.
Verheiratet war er mit der Schauspielerin Helga Neuner, die neben zahlreichen Theaterauftritten und durch die Fernsehserie Die Firma Hesselbach einem breiten Publikum bekannt geworden ist.
Rolf Wilhelm verstarb im Alter von 85 Jahren am 17. Januar 2013 im Kreise seiner Familie. Der künstlerische Nachlass befindet sich im Deutschen Komponistenarchiv in HELLERAU – Europäisches Zentrum der Künste Dresden.

## Filmografie (Auswahl)

### Spielfilme
- 1954: 08/15
- 1954: Phantom des großen Zeltes
- 1955: 08/15 Zweiter Teil
- 1955: 08/15 in der Heimat
- 1956: Weil du arm bist, mußt du früher sterben
- 1956: Wo die alten Wälder rauschen
- 1957: Streifzug durch eine Stadt
- 1958: Die grünen Teufel von Monte Cassino
- 1959: Die feuerrote Baronesse
- 1959: Und ewig singen die Wälder
- 1959: Heimat – Deine Lieder
- 1959: Kasimir und Karoline
- 1960: Don Carlos
- 1960: Der Schleier fiel…
- 1960: Schick deine Frau nicht nach Italien
- 1960: Die zornigen jungen Männer
- 1960: Das Erbe von Björndal
- 1961: Der jüngste Tag
- 1961: Via Mala
- 1961: Ruf der Wildgänse
- 1961: Es muß nicht immer Kaviar sein
- 1961: Diesmal muß es Kaviar sein
- 1962: Julia, du bist zauberhaft
- 1962: Das schwarz-weiß-rote Himmelbett
- 1962: Barras heute
- 1963: Scotland Yard jagt Dr. Mabuse
- 1963: Ferien vom Ich
- 1963: Venusberg
- 1964: Kennwort: Reiher
- 1964: Tonio Kröger
- 1964: Lausbubengeschichten
- 1964: Wälsungenblut
- 1965: Die schwedische Jungfrau
- 1965: An der Donau, wenn der Wein blüht
- 1965: Tante Frieda – Neue Lausbubengeschichten
- 1965: Acht Stunden Zeit
- 1966: Grieche sucht Griechin
- 1966: Onkel Filser – Allerneueste Lausbubengeschichten
- 1966: Die Nibelungen, 1. Teil: Siegfried von Xanten
- 1967: Die Nibelungen, 2. Teil: Kriemhilds Rache
- 1967: Der Paukenspieler
- 1967: Wenn Ludwig ins Manöver zieht
- 1967: Die Heiden von Kummerow und ihre lustigen Streiche
- 1968: Zur Hölle mit den Paukern
- 1969: Pepe, der Paukerschreck
- 1969: Ludwig auf Freiersfüßen
- 1969: Hurra, die Schule brennt!
- 1970: Wir hau’n die Pauker in die Pfanne
- 1970: Das Glöcklein unterm Himmelbett
- 1970: Mein Freund Harvey
- 1971: Der scharfe Heinrich
- 1971: Morgen fällt die Schule aus
- 1972: Betragen ungenügend!
- 1973: Nichts als Erinnerung
- 1973: Das fliegende Klassenzimmer
- 1974: Als Mutter streikte
- 1976: Unordnung und frühes Leid
- 1977: Abelard – Die Entmannung
- 1977: Das Schlangenei
- 1977: Sachrang
- 1977: Die Jugendstreiche des Knaben Karl
- 1979: Die wunderbaren Jahre
- 1980: Aus dem Leben der Marionetten
- 1981: Doktor Faustus
- 1988: Ödipussi
- 1989: Rosamunde
- 1989: Sukkubus – Den Teufel im Leib
- 1991: Pappa ante portas

### Fernsehen
- 1954: Jonas der Angler
- 1956: Der Kran
- 1961: Zu viele Köche
- 1962: Einen Jux will er sich machen
- 1965: Radetzkymarsch
- 1966: Italienische Nacht
- 1967: Umsonst
- 1967/68: Sherlock Holmes
- 1969–1970: Die Perle – Aus dem Tagebuch einer Hausgehilfin
- 1974: Telerop 2009 – Es ist noch was zu retten
- 1975: Tatort: Als gestohlen gemeldet
- 1975: Der Brandner Kaspar und das ewig’ Leben
- 1977: In freier Landschaft
- 1980: Glaube Liebe Hoffnung
- 1981: Der lebende Leichnam
- 1986: Tatort: Riedmüller, Vorname Sigi
- 1987: Tatort: Pension Tosca oder Die Sterne lügen nicht
- 1990: Der Meister des Jüngsten Tages
- 1992: Die Ringe des Saturn
- außerdem Episoden zu den Serien Die fünfte Kolonne, Der Kommissar und Derrick

## Hörspiele (Auswahl)
- 1950: Justin Schröder: Auf geht’s beim Schichtl! Ein Hörbilderbogen um den Schaustellerkönig August Schichtl – Bearbeitung und Regie: Peter Glas (Original-Hörspiel, Mundart-Hörspiel – BR)
- 1951: Hugo Hartung, Andreas Grüner: Ich denke oft an Piroschka. Funknovelle – Regie: Kurt Wilhelm (Original-Hörspiel, Kurzhörspiel – BR)
- 1951: Heinz Coubier, Detlev Motschmann: Der Streik der Ganoven. Eine Funkkomödie – Regie: Fritz Benscher (Hörspiel – BR)
- 1951: Edward J. Mason: Patricia und die Juwelen (6 Teile) – Regie: Kurt Wilhelm (Kriminalhörspiel – BR)
- 1952: Arthur Schnitzler: Liebelei – Regie: Heinz-Günter Stamm (Hörspielbearbeitung – BR)

## Auszeichnungen
- 1992: Bayerischer Poetentaler der Münchner Turmschreiber
- 1993: Bundesverdienstkreuz am Bande
- 2012: ITEA Lifetime Achievement Award[4]

## Diskografie
- Deutsche Filmkomponisten, Folge 4, Rolf Wilhelm, Bear Family Records, 2001, BCD 16484 AR
- Rolf Wilhelm 1: Tarabas/Hiob (Regie: Michael Kehlmann), 2006 Alhambra (A 8957)
- Rolf Wilhelm 2: Flucht ohne Ende / Radetzkymarsch (Regie: Michael Kehlmann), 2006 Alhambra (A8958)
- Die Nibelungen, 2001 Cobra (CR 006A/B)
- Loriot: Pappa ante Portas (Soundtrack)
- Loriot: Ödipussi (Soundtrack)
- Hugo Hartung – Ich denke oft an Piroschka. Regie: Kurt Wilhelm ISBN 3-550-09092-7
- Lausbubengeschichten von Ludwig Thoma. Erzählt von Willy Rösner (Sprechplatte)
- Kurt Wilhelm – Der Brandner Kaspar und das ewig’ Leben. Komödie nach einer Erzählung, Motiven und Gedichten von Franz von Kobell. Musik: Rolf Wilhelm (Sprechplatte)
- Jonas der Angler/Lektro: Die verschwundene Melodie. Joachim Fuchsberger liest moderne Märchen von Reiner Zimnik. (Sprechplatte)
- Gisela May singt Tucholsky
- Der Sängerkrieg der Heidehasen. Ein Hörspiel für Groß und Klein von James Krüss.